# Delray Beach International Tennis Championships 2012
Delray Beach International Tennis Championships 2012 — тенісний турнір, що проходив на кортах з твердим покриттям у місті Делрей-Біч, США з 27 лютого. Належав до категорії ATP World Tour 250, був турніром серії Delray Beach Open 2012 року.

## Фінальна частина

### Одиночний розряд
Кевін Андерсон —  Марінко Матосевич 6–4, 7–6(7–2)

### Парний розряд
Колін Флемінг /  Росс Гатчінс —  Міхал Мертиняк /  Андре Са 2–6, 7–6(7–5), [15–13]